# All Things Must Pass
All Things Must Pass é o terceiro álbum de estúdio do ex-guitarrista da banda de rock The Beatles, George Harrison, e o primeiro após a separação da sua antiga banda. Foi também o primeiro álbum triplo a ser lançado por um único artista. Este álbum está na lista dos 200 álbuns definitivos no Rock and Roll Hall of Fame
A maioria das músicas foram escritas ainda na época dos Beatles, porém, acabaram não sendo aproveitadas. Chegou ao primeiro lugar nas paradas nos EUA e continha a música "My Sweet Lord", que também chegaria ao topo das paradas. Além desta, "What's Life" chegou ao 10º lugar. Continha ainda "If Not For You", composição de Bob Dylan, e "I'd Have You Anytime", composta em coautoria por ambos.
O trabalho é geralmente considerado o álbum solo mais bem sucedido lançado por um ex-Beatle.

## História
George Harrison tinha várias canções escritas que ele não havia conseguido colocar nos álbuns dos Beatles, considerando que elas disputavam espaço com as composições de Lennon e McCartney. George guardou as canções e, com o fim dos Beatles em 1970, acabou lançando-as em sua carreira solo.
Gravado entre maio e setembro de 1970, George convidou grandes amigos para participarem do álbum, entre eles Eric Clapton, o ex-Beatle Ringo Starr, Bob Dylan, Billy Preston, Peter Frampton, membros da banda Badfinger e Phil Collins. O álbum foi lançado no mês de novembro.
O single principal de All Things Must Pass foi "My Sweet Lord", que se converteu logo em um grande êxito, alcançando o primeiro posto das paradas de sucesso a nível mundial e perdendo uma posterior pedido por suposto plágio da canção "He's So Fine" do grupo The Chiffons. Um juiz alegou que Harrison havia plagiado de forma não intencional a primeira canção, o que deu a George o argumento para escrever uma canção chamada "This Song" gozando do processo judicial.
O álbum alcançou o quarto posto nas paradas britânicas e passou sete semanas em primeiro lugar nas norte-americanas, ganhando seis álbuns de platina. Em 2001, foi lançada uma edição remasterizada do álbum, contendo também uma nova versão para "My Sweet Lord".

## Faixas

### Versão Original
Todas as músicas foram compostas por George Harrison, exceto quando anotadas.
Lado Um
1. "I'd Have You Anytime" (George Harrison/Bob Dylan) – 2:56
2. "My Sweet Lord" – 4:38
3. "Wah-Wah" – 5:35
4. "Isn't It a Pity" – 7:10

Lado Dois
1. "What Is Life" – 4:22
2. "If Not for You" (Bob Dylan) – 3:29
3. "Behind That Locked Door" – 3:05
4. "Let It Down" – 4:57
5. "Run of the Mill" – 2:49

Lado Três
1. "Beware of Darkness" – 3:48
2. "Apple Scruffs" – 3:04
3. "Ballad of Sir Frankie Crisp (Let It Roll)" – 3:48
4. "Awaiting on You All" – 2:45
5. "All Things Must Pass" – 3:44

Lado Quatro
1. "I Dig Love" – 4:55
2. "Art of Dying" – 3:37
3. "Isn't It a Pity (Version 2)" – 4:45
4. "Hear Me Lord" – 5:46

Lado Cinco (Apple Jam)
1. "Out of the Blue" – 11:14
2. "It's Johnny's Birthday" (Bill Martin/Phil Coulter/George Harrison) – 0:49
3. "Plug Me In" (Jim Gordon/Carl Radle/Bobby Whitlock/Eric Clapton/Dave Mason/George Harrison) – 3:18

Lado Seis (Apple Jam)
1. "I Remember Jeep" (Ginger Baker/Klaus Voormann/Billy Preston/Eric Clapton/George Harrison) – 8:07
2. "Thanks for the Pepperoni" (Jim Gordon/Carl Radle/Bobby Whitlock/Eric Clapton/Dave Mason/George Harrison)– 5:31

### Versão remasterizada (2001)
- CD 1

1. "I'd Have You Anytime" (George Harrison/Bob Dylan) – 2:56
2. "My Sweet Lord" – 4:38
3. "Wah-Wah" – 5:35
4. "Isn't It a Pity" (Version 1) – 7:08
5. "What Is Life" – 4:22
6. "If Not for You" (Bob Dylan) – 3:29
7. "Behind That Locked Door" – 3:05
8. "Let It Down" – 4:57
9. "Run of the Mill" – 2:49
10. "I Live For You" - 3:53
11. "Beware of Darkness" – 3:48
12. "Let It Down" - 3:55
13. "What Is Life" - 4:22
14. "My Sweet Lord (New Version)" - 4:58

- CD2

1. "Beware of Darkness" – 3:48
2. "Apple Scruffs" – 3:04
3. "Ballad of Sir Frankie Crisp (Let It Roll)" – 3:46
4. "Awaiting on You All" – 2:45
5. "All Things Must Pass" – 3:44
6. "I Dig Love" – 4:55
7. "Art of Dying" – 3:37
8. "Isn't It a Pity" (Version 2) – 4:45
9. "Hear Me Lord" – 5:46
10. "It's Johnny's Birthday" (Bill Martin/Phil Coulter/George Harrison) – 0:49
11. "Plug Me In" (Jim Gordon/Carl Radle/Bobby Whitlock/Eric Clapton/Dave Mason/George Harrison)
12. "I Remember Jeep" (Ginger Baker/Klaus Voormann/Billy Preston/Eric Clapton/George Harrison) – 8:07
13. "Thanks for the Pepperoni" (Jim Gordon/Carl Radle/Bobby Whitlock/Eric Clapton/Dave Mason/George Harrison) – 5:31
14. "Out of the Blue" (Jim Gordon/Carl Radle/Bobby Whitlock/Eric Clapton/Gary Wright/George Harrison/Jim Price/Bobby Keys/Al Aronowitz) – 11:14